# Гуахибские языки
Гуахибские языки — семья индейских языков, распространённая в Колумбии и Венесуэле. Состоит из 5 языков:
- Язык гуахибо (вахиво)
- Язык куиба
- Язык гуаяберо
- Язык макагуан (хитны)
- Язык чуруя†